# Raining Men
Raining Men – trzeci, amerykański singiel z piątej płyty barbadoskiej piosenkarki Rihanny – „Loud”, nagrana w duecie z Nicki Minaj. Piosenka została napisana przez Melvina Hougha II, Rivelino Woutera, Timothy’ego & Therona Thomas, Nicki Minaj, a wyprodukowana przez Mel & Mus. Utwór został wysłany do rozgłośni radiowej 7 grudnia 2010 roku.
Kompozycja otrzymała mieszane recenzje od krytyków, którzy chwalili połączenie głosu Rihanny oraz Nicki, a skrytykowali za nieoryginalność.

## Tło
Piosenkę z udziałem Nicki Minaj Rihanna opisała jako „To naprawdę zabawna piosenka, nie taka jaki był oryginał. Jest śmieszna, a zarazem dziwaczna.”

## Notowania
| Lista (2010)                                        | Najwyższa pozycja |
| --------------------------------------------------- | ----------------- |
| Niemcy (Deutsche Black Charts)                      | 13                |
| Stany Zjednoczone (Billboard) Hot R&B/Hip-Hop Songs | 48                |

## Radio i historia wydania
| Kraj              | Data             | Format                        |
| ----------------- | ---------------- | ----------------------------- |
| Stany Zjednoczone | 7 grudnia 2010   | Urban radio                   |
| Stany Zjednoczone | 25 stycznia 2011 | Urban radio (Wydanie ponowne) |